# Fritz Kamphövener
Fritz Kamphövener (eigentlich Friedrich Kamphövener, * 20. Oktober 1834 in Rendsburg; † 4. März 1865 in Kairo)
war ein deutscher Porträt- und Historienmaler.

## Biografie
Kamphövener war das älteste Kind des Schleswiger Obergerichtsrates Hans Adolph Kamphövener (1808–1856) und dessen Ehefrau Sophie, geborene Broekel, einer Schwester der Schriftstellerin Johanna Antonie Broekel. Sein jüngerer Bruder Louis von Kamphövener wurde preußischer General und Berater der osmanischen Armee.
Infolge der gescheiterten Schleswig-Holsteinischen Erhebung (1848–1851) verlor der Vater seine Anstellung. Die Familie musste das Herzogtum Schleswig verlassen und lebte in einem feuchten Waldwärterhäuschen in Düsternbrook bei Kiel. Auch nach 1852 verweigerte das Patent für das Herzogthum Schleswig, betreff die Amnestie die Rückkehr nach Schleswig. 1853 übersiedelte die Familie nach Ehrenbreitstein bei Koblenz, wo der Vater eine neue Anstellung als Justizrat erhielt.
Fritz besuchte die Gymnasien in Schleswig und Kiel. Da er Bildhauer werden wollte, empfahl ihn sein Lehrer Theodor Rehbenitz seinem römischen Weggefährten Julius Schnorr von Carolsfeld, mittlerweile Professor der Kunstakademie Dresden. Ab Juli 1852 war Kamphövener an der Dresdner Akademie Schüler des Bildhauers Ernst Rietschel und Kostgänger im Hause Schnorr von Carolsfeld. Zu seinen Kunstfreunden zählten der Bildhauer Adolf Donndorf aus Weimar und der Maler Ernst Hemken aus Jever.
Da Kamphövener die Absicht hatte, von der Bildhauerei zur Malerei zu wechseln, ging er 1856 an die Kunstakademie Antwerpen, die in dieser Zeit einen internationalen Ruf besaß. Nachdem der Vater 1856 gestorben war, erhielt die Mutter für die Ausbildung ihres ältesten Sohnes eine einmalige finanzielle Unterstützung. Kamphövener wurde Schüler des Joseph van Lerius, der ihm enorme Fortschritte attestierte.
Ab 1859 war Kamphövener in Kiel als Porträtmaler ansässig und stellte sein Können erstmals mit einem Porträt des Dichters Klaus Groth unter Beweis. Er trat dem 1857 gegründeten Kieler Künstlerverein bei und beteiligte sich 1859 und 1860 in Kiel aktiv an den Festen zu Ehren Albrecht Dürers und Friedrich Schillers.
Mangelnde Aufträge, Künstlerneid, aber auch Kritik an seinen Werken veranlassten ihn, 1860 ein Studium bei Eduard Bendemann und Andreas Müller an der Kunstakademie Düsseldorf aufzunehmen, wo er bis Anfang 1862 blieb. Einige Porträtaufträge führten ihn auf das Gut Deutsch-Nienhof an den Westensee bei Kiel, wo er Mitglieder der Familie Hedemann-Heespen porträtierte. Ein Anschlussauftrag führte ihn auf Gut Waterneverstorf. 1864 bewarb er sich mit einem Gemälde Prometheus am Felsen gefesselt vergebens um ein preußisches Stipendium für einen Aufenthalt in Rom.
Da Kamphövener seit seiner Jugend kränklich war und vermutlich an Schwindsucht litt, suchte er im Süden Genesung. Mit Hilfe von Prinz Carl von Preußen, der ihm in seiner Eigenschaft als Herrenmeister des Johanniterordens einen Aufenthalt im Johanniterhospital in Kairo vermittelte, machte er sich auf den Weg. Seine Reisekasse in Form einiger Goldmünzen trug er Tag und Nacht in einem Beutel um den Hals. Durch das Gewicht hatte sich ein eitriges Furunkel gebildet, das nach seiner Ankunft in Kairo aufgeschnitten werden musste, sich jedoch entzündete, woran Kamphövener mit 30 Jahren verstarb.

## Werke
- Bildnis Klaus Groth, 1859, Öl auf Leinwand, 78 × 64 cm. Klaus-Groth-Museum, Heide
- Bildnis Clara Heidemann-Heespen, Öl auf Leinwand, 81 × 65 cm. Gut Deutsch-Nienhof.